# Нёвиль-Сен-Реми
Нёви́ль-Сен-Реми́ (фр. Neuville-Saint-Rémy) — коммуна на севере Франции, регион О-де-Франс, департамент Нор, кантон Камбре. Пригород Камбре, находится на противоположном берегу Шельды, в 55 км от Лилля и в 1 км от автомагистрали А2.
Население (2017) — 3 803 человека.

## История
В Средние века Нёвиль принадлежал аббатству Аншен. После подписания в 843 году Верденского договора, установившего границу между Францией и Империей по реке Шельда, Нёвиль, как пограничное поселение, неоднократно был атакован и разграблен. Расширение Шельды в XIX веке, фактическое превращение её в судоходный канал и соединение с каналом Сен-Кантен превратили небольшое село в промышленный центр местного масштаба.
С 1883 года в городе бельгийские кондитеры открыли производство конфет с фирменным названием «Де Нёвиль», популярные до настоящего времени. В 1988 году фабрику приобрела компания Нестле, а в 1996 году перепродала её корпорации Бонгрен (Bongrain).

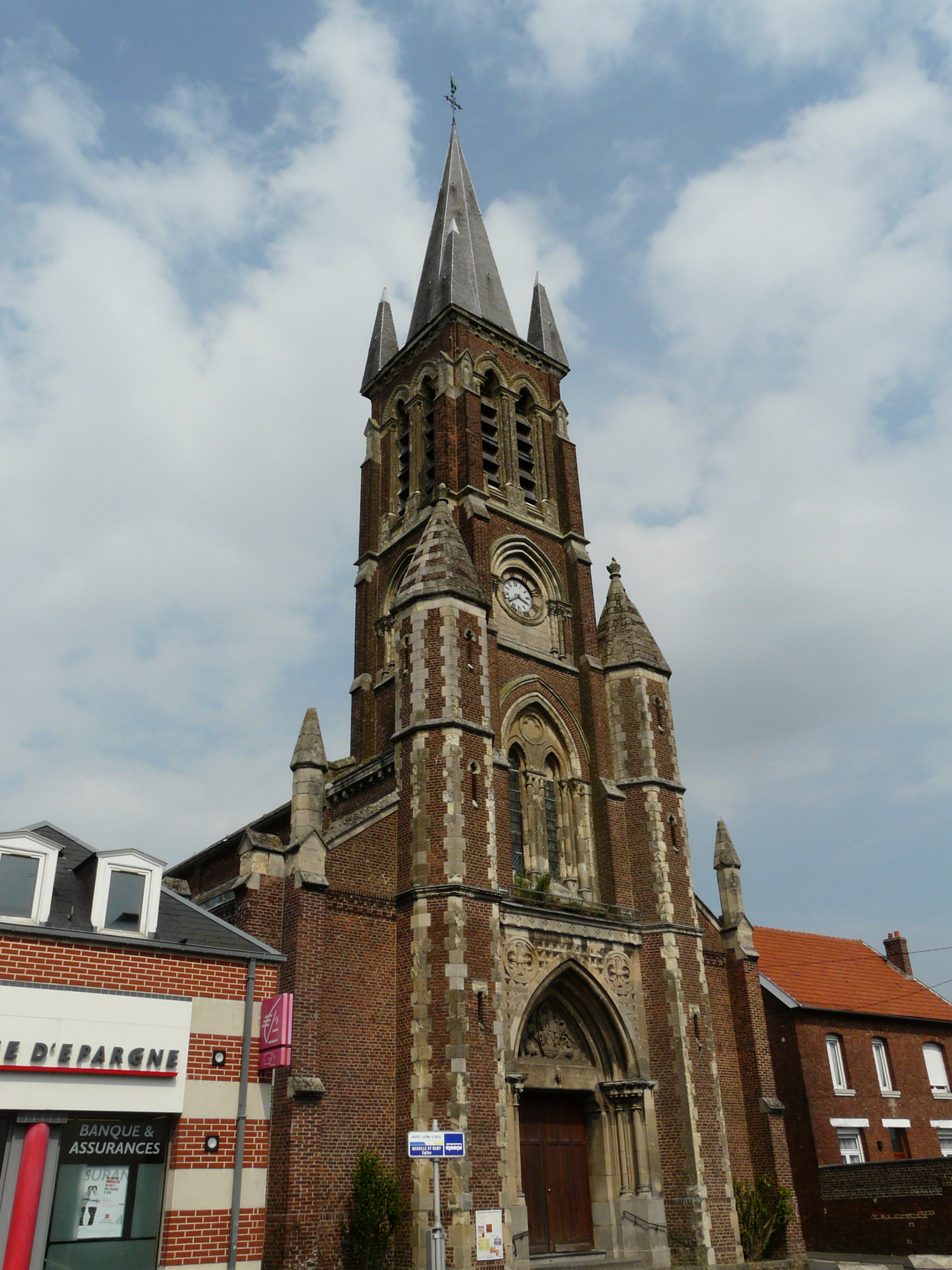
Церковь Святого Реми

## Достопримечательности
- Церковь Святого Реми 1869 года в стиле неоготика
- Ветряная мельница Савари 1606 года

## Экономика
Структура занятости населения:
- сельское хозяйство — 0,0 %
- промышленность — 6,1 %
- строительство — 25,2 %
- торговля, транспорт и сфера услуг — 27,8 %
- государственные и муниципальные службы — 40,9 %

Уровень безработицы (2017) — 19,7 % (Франция в целом — 13,4 %, департамент Нор — 17,6 %). 

Среднегодовой доход на 1 человека, евро (2017) — 18 260 (Франция в целом — 21 110, департамент Нор — 19 490).

## Демография
Динамика численности населения, чел.

## Администрация
Пост мэра Нёвиль-Сен-Реми с 2020 года возглавляет Кристиан Дюмон (Christian Dumont). На муниципальных выборах 2020 года возглавляемый им правый список был единственным.
| Период | Период | Фамилия        | Партия                    | Примечания                                             |
| ------ | ------ | -------------- | ------------------------- | ------------------------------------------------------ |
| 1971   | 1994   | Жорж Моршен    |                           | фермер                                                 |
| 1994   | 2010   | Жан-Жак Сегар  | Союз за народное движение | торговый атташе, член Генерального совета департамента |
| 2010   | 2020   | Жан-Пьер Куван | Разные правые             | бухгалтер, вице-президент ассоциации коммун Камбре     |
| 2020   |        | Кристиан Дюмон | Разные правые             |                                                        |